# 塞契拉達

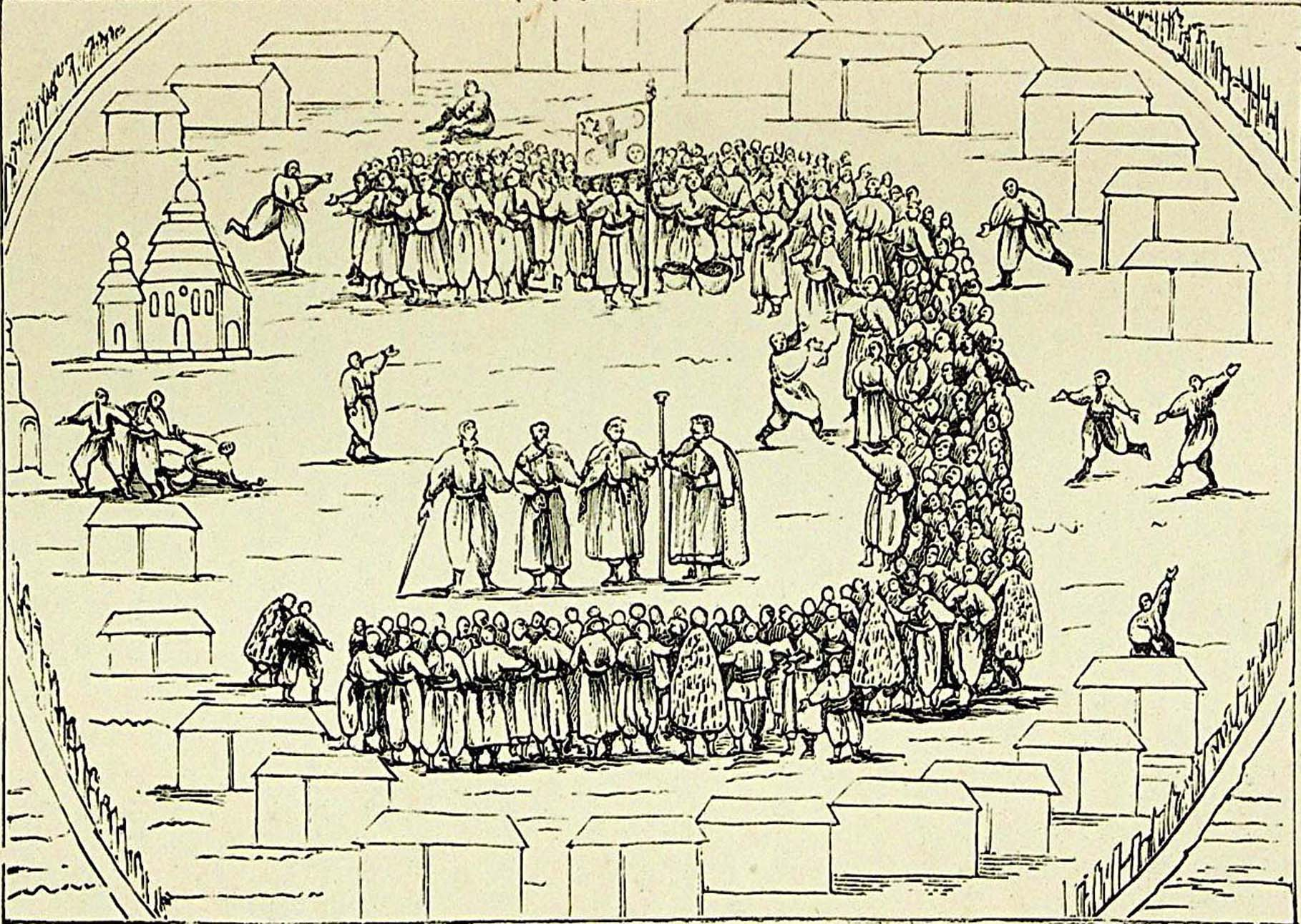
扎波羅熱塞契的拉達。

塞契拉達 (烏克蘭語：  Січова Рада, Sichova Rada ) ，是扎波罗热哥萨克政府最高級別的分支機構，並駐紮在他們的中心，扎波羅熱塞契。它也稱之為Viyskova Rada（軍事議事委員會）。這個拉達，作為一種管治型委员会而吸納哥薩克成員参與其中，是參與到了立法、行政和司法事務的運作當中。

## 功能
塞契拉達作為一個機構，是直接民主的一種形式，在這形式內，個體哥萨克的權利通過參與進拉達而獲得保障。
這個體系能够決定何时開戰以及何時締結和平條約。它會選舉出以科什蓋特曼為首的將官（ 大士 ）團隊。它也負責接待外國外交官並確定外交关系的具體進程。
塞契拉達還會履行特定的經濟職能，例如在塞契的哥薩克分區庫林斯間分配公共的農業及漁業區域。